# Cantó de Los Vans

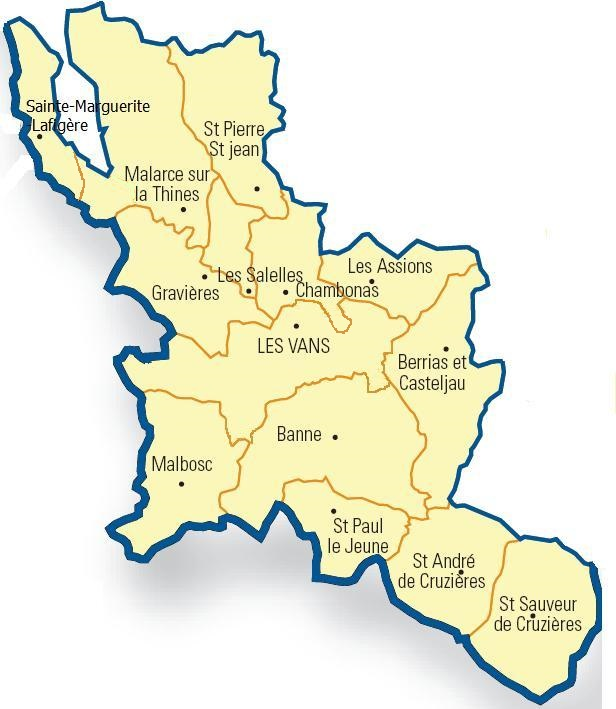
Comunes del cantó

El cantó de Los Vans és un cantó francès del departament de l'Ardecha, situat al districte de L'Argentièira. Té 14 municipis i el cap és Los Vans.

## Municipis
- Les Assions
- Banne
- Berriàs e Castèljau
- Chambonas
- Gravières
- Malarce-sur-la-Thines
- Malbosc
- Sant Andrieu de Crusèiras
- Sainte-Marguerite-Lafigère
- Sant Pau lo Jove
- Saint-Pierre-Saint-Jean
- Sant Sauvador de Crusèiras
- Les Salelles
- Los Vans

## Història
| Data d'elecció                           | Identitat            | Partit          | Qualitat |
| ---------------------------------------- | -------------------- | --------------- | -------- |
| 1955-19..                                | M. de Malbosc        | Divers droite   |          |
| 19..-1979                                | Fernand Aubert       | CD, després UDF |          |
| 1979-1985                                | Alain Faucuit        | PCF             |          |
| 1985-2004                                | Jean-Marie Roux      | RPR             |          |
| 2004-                                    | Jean-Paul Manifacier | PS              |          |
| les dades anteriors no són pas conegudes |                      |                 |          |
|                                          |                      |                 |          |

| 1962  | 1968  | 1975  | 1982  | 1990  | 1999  | 2007  |
| ----- | ----- | ----- | ----- | ----- | ----- | ----- |
| 6.770 | 7.646 | 7.240 | 7.402 | 7.567 | 7.749 | 8.464 |